# Pitkäkari (ö i Finland, Egentliga Finland, lat 60,85, long 21,17)
Pitkäkari är en ö i Finland. Den ligger i Bottenhavet och i kommunen Nystad i landskapet Egentliga Finland, i den sydvästra delen av landet. Ön ligger omkring 74 kilometer nordväst om Åbo och omkring 220 kilometer väster om Helsingfors.
Öns area är 5,2 hektar och dess största längd är 370 meter i nord-sydlig riktning.